# リチャード・ラーフォースト
リチャード・ラーフォースト（Richard Raaphorst）は、オランダの映画監督。
映画『武器人間』の監督である。
カプコンから発売されているバイオハザード ヴィレッジに自身の映画、『武器人間』のキャラクターに酷似しているクリーチャーが登場していることから、訴えはしないもののカプコンに意見を求めている。